# Madasumma bicolor
Madasumma bicolor är en insektsart som beskrevs av Lucien Chopard och Baccetti 1968. Madasumma bicolor ingår i släktet Madasumma och familjen syrsor. Inga underarter finns listade i Catalogue of Life.